# 針道のあばれ山車
針道のあばれ山車（はりみちのあばれだし）は、福島県二本松市針道にある諏訪神社の例大祭。大型人形を飾り付けた山車が豪快な太鼓の音の中、激しくぶつかり合う奇祭。
毎年10月の第二日曜(スポーツの日の前日)に開催される。

## 歴史・概要
諏訪神社は、二本松市針道の北東部に位置し、天平年中（730年頃、奈良時代）に「信濃の國諏訪、諏訪ノ神社（現在の諏訪大社）」から移したものである。
宝暦8年（1758年、九代将軍徳川家重の時代）になって、当時の針道村内で凶作が続き、疫病も大流行し、当時の人々は、災いの原因は神輿渡御を永い間行ってこなかったことにあると考え、神輿渡御を復活させた。この時、安積郡大槻村（現在の郡山市大槻町）から獅子頭を買い求め、神楽を行ったとされている。その頃、人形を飾り付けた山車、獅子踊りを奉納したのが、この「あばれ山車」の始まりと伝えられている。最近では、話題づくりのために人気アニメキャラクターやドラマの登場人物などの題材にした人形が製作されるようになった。
諏訪神社例大祭は、本祭りといわれる1日目（土曜）には例大祭式典や山車町廻り、神輿渡御などが行われ、後祭りといわれる2日目にあばれ山車が行われる。また、1日目の前の日には宵祭りといわれる前夜祭式典も行われ、一部の若連が山車町廻りを行うため、計3日間山車が地区内を練り歩く。
あばれ山車が始まると、7つの若連製作による大型人形を飾り付けた7台の山車は、笛太鼓の音や若連の気合の入った掛け声とともにけたたましい音をたてて正面同士でぶつかり合う。ぶつかったときの轟音に観る人の歓声も大きくなり、約2時間に渡り針道地区をぶつかり合いながら駆け巡る。
2020年（令和2年）は新型コロナウイルスの影響により中止、翌年の2021年（令和3年）は規模縮小で開催された。